# いわみせいじ
いわみ せいじ（1960年4月2日 - ）は、日本の男性漫画家。大阪芸術大学教授。和歌山県海南市出身。

## 来歴
八潮路つとむのアシスタントを経て、1981年に芳文社『まんがタイム』で入選し、デビュー。その後は4コママンガを中心に活躍。2000年、韓国で開かれた「JAPAN WEEK」で2週間の期間中に2000名の似顔絵を一人で描きあげる。
2006年からは大阪芸術大学、大阪府高齢者大学（NPO法人）、大阪美術専門学校などで漫画を教え、2010年には平成22年度文化庁文化交流使として、シンガポール、マレーシア、韓国、イギリスに派遣された。現在も国内外で漫画ワークショップ、特別講義、漫画ライブショー等、幅広く活動。演芸ファンとしても有名で、多くの噺家や漫才師と知己がある。また天満天神繁昌亭や神戸新開地・喜楽館などの定席興行にも出演し似顔絵漫談と称した演目を演じる。朝日放送のテレビ番組『教えて!ニュースライブ 正義のミカタ』のイラストや紙芝居も担当している。
2019年10月、文化・芸術分野で優れた活動に取り組む人に贈られる公益財団法人大桑教育文化振興財団（大桑堉嗣理事長）の2019年度大桑文化奨励賞に選出された。
(社)日本漫画家協会会員、マンガジャパン会員。また、大阪芸術大学キャラクター造形学科の教授を務めており、講義は定員を設ける必要があるほど学生たちからは人気である。

## 主な漫画作品
- おーい！ダンくん(まんがタイム)
- 写漫スープレックス(ビッグコミック)
- 浪花泣く友タイガース(まんがスポーツ)
- しあわせてんこもり(まんがタイムジャンボ)

### 単行本
- おーい！ダンくん(1)(芳文社)
- 和歌山さんちのハッサクくん-傑作選(その1)(浪速社)
- 勝った!勝った!また勝った!!わしらのタイガース激勝日記(遊タイム出版)
- 和歌山さんちのハッサクくん-傑作選新装改訂版(浪速社)

### 新聞連載
- ボンちゃん(大阪新聞)
- 和歌山さんちのハッサクくん(ニュース和歌山)
- チャーラがひとりごと(ニュース和歌山)

### ウェブコミック配信サイト作品
- 星蘭（せいら）の和歌山メシ(ふんわりジャンプ)
- やまげん〜イマ、ココにいます。〜（マンガッタン＝デジタル）

### 描き下ろし
- 山は動かず 世耕弘一伝

## テレビ出演
- ちゃぶ台

### 作品提供
- おはよう朝日土曜日です
- 教えて!ニュースライブ 正義のミカタ